# Thunbergia geoffrayi
Thunbergia geoffrayi är en akantusväxtart som beskrevs av Raymond Benoist. Thunbergia geoffrayi ingår i släktet thunbergior, och familjen akantusväxter. Inga underarter finns listade i Catalogue of Life.